# Strumigenys anderseni
Strumigenys anderseni (лат.) — вид мелких земляных муравьёв из подсемейства Myrmicinae. Австралия (Kakadu National Park, Northern Territory).

## Описание
Мелкие муравьи (около 2 мм) с сердцевидной головой, расширенной кзади. Мандибулы короткие треугольные (с несколькими зубцами). Волоски на скапусе усиков не отстоящие, но изогнутые или наклонённые к его вершине. Боковые края затылочных долей головы с выступающими волосками. Переднеспинка не окаймлена дорзо-латерально. Дорзум головы покрыт лопатовидными щетинками. Стебелёк между грудкой и брюшком состоит из двух члеников: петиолюса и постпетиолюса (последний четко отделен от брюшка), жало развито, куколки голые (без кокона). Специализированные охотники на коллембол. Вид включён в состав видовой группы Strumigenys anderseni вместе с несколькими австралийскими видами (Strumigenys peetersi, S. shattucki).